# Jeeves and Wooster – Herr und Meister
Jeeves and Wooster – Herr und Meister ist eine britische Comedyserie, die auf ab 1916 publizierten Kurzgeschichten und Romanen von P. G. Wodehouse basiert. Hauptdarsteller sind Hugh Laurie als Bertie Wooster und Stephen Fry als Reginald Jeeves.
Die Serie lief im Vereinigten Königreich vom 22. April 1990 bis zum 20. Juni 1993 auf dem britischen Sender ITV. In Deutschland lief die Serie zuerst montags im Nachtprogramm, dann werktags im Vormittagsprogramm auf VOX.

## Handlung
Die Serie ist im England etwa der 1920er- und 1930er-Jahre angesiedelt, allerdings, ohne dass die Epoche klar aufgegriffen wird. Sie handelt von der Freundschaft des Dandy Bertie Wooster und seines Kammerdieners Reginald Jeeves. Bertie lebt als wohlhabender Privatier in London und geht nutzlosen Beschäftigungen wie regelmäßigen Clubbesuchen, gesellschaftlichen Engagements oder dem Golfen nach. Immer wieder gerät er dabei beinahe in die Klauen heiratswütiger Frauen. Zudem versucht Bertie häufiger, seinen Freunden bei deren amourösen Verstrickungen zu helfen, löst dabei allerdings durch fehlgeleitete Pläne meistens noch größere Probleme aus. Es ist schließlich in der Regel Jeeves, dem es dank seiner hohen Kompetenz und großen Klugheit gelingt, seinen Herrn aus den unangenehmen Situationen befreien.

## Besetzung
Stephen Fry und Hugh Laurie hatten vorher bereits in der Comedy-Show A Bit of Fry & Laurie zusammengearbeitet.
Mehrere der Nebenrollen, darunter so wesentliche wie Tante Agatha, Madeline Bassett und Augustus Fink-Nottle wurden in der Serie von mehr als einem Darsteller gespielt. Tante Dahlia, in den Erzählungen um Bertie Wooster eine der wesentlichen Figuren, wurde sogar in jeder der vier Staffeln von einer anderen Schauspielerin dargestellt. Umgekehrt spielte die Schauspielerin Francesca Folan in der ersten Staffel Madeline Bassett  und in der vierten Staffel Lady Florence Craye.
|                               | Series           | Series                 | Series            | Series                 |
| Figur                         | Staffel 1        | Staffel 2              | Staffel 3         | Staffel 4              |
| ----------------------------- | ---------------- | ---------------------- | ----------------- | ---------------------- |
| Bertrand 'Bertie' Wooster     | Hugh Laurie      | Hugh Laurie            | Hugh Laurie       | Hugh Laurie            |
| Reginald Jeeves               | Stephen Fry      | Stephen Fry            | Stephen Fry       | Stephen Fry            |
| Aunt Agatha Gregson           | Mary Wimbush     | Mary Wimbush           | Mary Wimbush      | Elizabeth Spriggs      |
| Sir Watkyn Bassett            | John Woodnutt    | John Woodnutt          | John Woodnutt     | John Woodnutt          |
| Madeline Bassett              | Francesca Folan  | Diana Blackburn        | Elizabeth Morton  | Elizabeth Morton       |
| Aunt Dahlia Travers           | Brenda Bruce     | Vivian Pickles         | Patricia Lawrence | Jean Heywood           |
| Augustus 'Gussie' Fink-Nottle | Richard Garnett  | Richard Garnett        | Richard Braine    | Richard Braine         |
| Hildebrande 'Tuppy' Glossop   | Robert Daws      | Robert Daws            | Robert Daws       | Robert Daws            |
| Richard 'Bingo' Little        | Michael Siberry  | Michael Siberry        | Pip Torrens       | Pip Torrens            |
| Honoria Glossop               | Elizabeth Kettle | Elizabeth Kettle       |                   | Elizabeth Kettle       |
| Sir Roderick Glossop          | Roger Brierley   | Roger Brierley         |                   | Philip Locke           |
| Lady Glossop                  | Jane Downs       | Jane Downs             |                   |                        |
| Stinker Pinker                |                  | Simon Treves           | Simon Treves      | Simon Treves           |
| Roderick Spode                |                  | John Turner            | John Turner       | John Turner            |
| Stephanie 'Stiffy' Byng       |                  | Charlotte Attenborough | Amanda Harris     | Charlotte Attenborough |
| Florence Craye                |                  |                        | Fiona Gillies     | Francesca Folan        |
| Stilton Cheesewright          |                  |                        |                   | Nicholas Palliser      |

## Auszeichnungen
Die Serie gewann zwei BAFTA TV Awards und wurde für drei weitere nominiert (Auszeichnungen fett):
1992
Bestes Design an Eileen Diss
1993
Beste Grafik an Derek W. Hayes
Bestes Kostüm-Design an Dany Everett
Beste Drama Serie an Clive Exton, Brian Eastman und Ferdinand Fairfax
Beste Originalmusik an Anne Dudley